# 리 브라이언트
리 브라이언트(Lee Bryant, 1945년 8월 31일 ~ )는 미국의 배우이다.
맨해튼에서 태어났다.

## 출연 작품
- 노 레팅 고 (2014년)
- 프렌즈 위드 키즈 (2011년) - 일레인 켈러 역
- 굿 셰퍼드 (2006년)
- 스켈리톤 (2001, Skeletons in the Closet)
- 에이리언 네이션 - 다크 레인져 (1994, Alien Nation: Dark Horizon)
- 데스마스크 (1984년) - 제인 앤드류스 역
- 후커와 로마노 (1982년)
- 미스테리어스 투 (1982년)
- 에어플레인 2 (1982년)
- 에어플레인 (1980년)
- 카프리콘 프로젝트 (1978년)

### 텔레비전
- 법과 질서 (1990년)
- 코작 (1973년)